# Gorja de Mili
La Gorja de Mili (en grec Φαράγγι των Μύλων, Gorja dels Molins, és una gorja prop del poble de Mili (en grec Μύλοι, normalment transliterat Myloi) a l'illa de Creta a la prefectura de Rèthimno, a uns 4 km al sud-est de Réthimno. La gorja corre de sud a nord entre els pobles de Khromonastiri (Chromonastiri) i Xiro khorio (Xiro Chorio), mesura uns 4 km de llarg i hi baixa un rierol. Hi ha un sender que recorre tota la gola i actualment és una atracció turística per la ufanor de la seva vegetació.
Durant la dominació veneciana la gorja tenia molins d'aigua per aprofitar el rierol per a processos agrícoles. Hi queden restes de canalitzacions, ponts i edificis. Alguns molins encara funcionaven cap als anys 1970 per a moldre blat. S'ha restaurat un dels molins que està obert com a museu.